# Mathieu Béroalde
Mathieu Béroalde, también conocido como Mathieu Beroalde, llamado Mathieu Brouard al nacer (Saint-Denis, afueras de París, 1520-Ginebra, 15 de julio de 1576), fue un escritor, filólogo, teólogo y cronista francés. Destacado pensador hugonote, Béroalde fue el padre de François Béroalde de Verville.

## Biografía
Béroalde nació en una familia de académicos y juristas, nobleza de toga. Estudió en la Universidad de París como miembro del Colegio del Cardinal-Lemoine, donde destacó en sus estudios de griego, latín y hebreo. En 1550 pasa a vivir en Agen como preceptor de Giano Fregoso hasta 1554. En ese ciudad conoció a Joseph Justus Scaliger y otros intelectuales, y se convirtió a la fe protestante; no obstante, se mantuvo siempre cercano a intelectuales tanto católicos como hugonotes. Volvió a París en 1554, donde pasó a ser preceptor de Théodore Agrippa d'Aubigné. Cercano a las posiciones galicanas de los politiques, tomó durante este tiempo otros pupilos, entre los que destaca Pierre de L'Estoile, del que fue tutor y guardián entre 1558 y 1564. 
En 1562 tuvo que huir de París junto con su familia y pupilos, perseguido tras el estallido de violencia anticatólica a raíz de la toma de Orleans el bando protestante durante las guerras de religión de Francia. Se refugió en Orleans con la ayuda de la familia de Pierre de L'Estoile. Durante su estancia en Orleans perdió a su mujer, Marie Blet, y a uno de sus pupilos, víctimas de la peste; el propio Agrippa d'Aubigné cayó enfermo, pero se recuperó. Durante su estancia en Orleans, Béroalde jugó un papel destacado dentro de la comunidad protestante, interviniendo en 1566 contra el clérigo protestante Hugues Sureau du Rosier y  Jean Morély, recientemente nombrado tutor de Enrique de Navarra por la madre de éste, la reina de Navarra Juana de Albret. La correspondencia de Sureau du Rossier con Jean Morély había salido a la luz recientemente, demostrando las posturas teológicas poco convencionales y altamente heterodoxas que ambos compartían; Béroalde, valiéndose de la condena que el sínodo de los obispos protestantes había lanzado contra Morély, viajó entre París y Orléans repetidas veces hasta conseguir que la reina de Navarra despidiera a Morély. 
En 1568 Béroalde aceptó una plaza de profesor en Montargis bajo la protección de la princesa Renata de Ferrara, donde trabó amistad con el destacado teólogo protestante Jean de L'Espine. Tras la Masacre de San Bartolomé en 1572, Béroalde huyó de Montargis y pasó a enseñar en la academia de Sancerre, destacado centro de enseñanza protestante. Fue testigo de la defensa de Sancerre mientras el ejército real sitiaba la plaza, que abandonó en 1573 luego de la victoria del Rey. Fue nombrado profesor de historia el 30 de septiembre de 1573 en Sedan, donde enseñó cronología brevemente, antes de ser invitado a la Academia de Ginebra, donde en 1574 sucedió a Scalígero como catedrático de filosofía. Fue allí donde completó su Chronicum, una obra sobre teología universal que Scalígero criticó posteriormente por sus errores, falsedades y plagios. 
Murió en Ginebra en 1576 tras las complicaciones de una operación para retirar cálculos renales.